# Châteaufort (Yvelines)
Châteaufort – miejscowość i gmina we Francji, w regionie Île-de-France, w departamencie Yvelines.
Według danych na rok 1990 gminę zamieszkiwało 1427 osób, a gęstość zaludnienia wynosiła 292 osób/km² (wśród 1287 gmin regionu Île-de-France Châteaufort plasuje się na 563. miejscu pod względem liczby ludności, natomiast pod względem powierzchni na miejscu 685.).